# Johann Friedrich König (Theologe)
Johann Friedrich König, auch: Köning (* 16. Oktober 1619 in Dresden; † 15. September 1664 in Rostock) war ein deutscher lutherischer Theologe.

## Leben
Geboren als Sohn des Dresdner Handelsmanns Martin König († 1630) und seiner Frau Martha, der Tochter des kurfürstlich sächsischen Hofrates Friedrich Dantzgeschirr und seiner Frau Anna Leyser, wurde er früh angehalten sich zu bilden. Nach dem Tod seines Vaters drängte vor allem seine Mutter auf eine weitere Schulbildung, so dass er nach der Examinierung durch Johannes Hülsemann 1636 die Universität Leipzig besuchen konnte. Dort studierte er acht Jahre lang Philosophie und Theologie und erwarb nach der Erreichung seines 20. Lebensjahres 1639 den akademischen Grad eines Magisters.
Finanziell sicherte er sich seinen Lebensunterhalt als Hofmeister der Söhne des Geheimrates von Miltitz, mit denen er 1644 an die Universität Wittenberg ging, wo er anfing selbst philosophische Vorlesungen zu halten. Er wurde Adjunkt an der philosophischen Fakultät und betrieb weiter theologische Studien, wozu er die Vorlesungen von Paul Röber, Jakob Martini, Johann Hülsemann und Wilhelm Leyser I. besuchte. Nachdem er mehrere Berufungen ausgeschlagen hatte, nahm er ein Angebot des Grafen Magnus Gabriel De la Gardie, der schwedischer Gouverneur von Livland war, an und wurde am 27. Oktober 1649 in Wittenberg ordiniert.
Diesen Dienst am schwedischen Gouverneurshof in Riga versah er zwei Jahre, anschließend wechselte er 1651 als außerordentlicher Professor für Theologie an die Universität Greifswald. Dort erlangte er 1652 den Grad eines Lizentiaten der Theologie und promovierte gemeinsam mit Abraham Battus am 22. September 1653 zum Doktor der Theologie. 1656 wurde er vom mecklenburgischen Herzog Adolf Friedrich I. als Nachfolger von Hector Mithobius als Superintendent für den Ratzeburgischen und den Mecklenburgischen Kreis und als Domprediger an den zum Landesteil Mecklenburg-Strelitz gehörigen Dom zu Ratzeburg berufen. 1663 wurde er auf Veranlassung von Herzog Christian Ludwig I. Professor Primarius an der Theologischen Fakultät der Universität Rostock sowie Konsistorialrat, zugleich blieb er Superintendent des Ratzeburger und Mecklenburger Bezirks. König ist ein Vertreter der lutherischen Theologie Wittenberger Prägung und mit seinem über ein Jahrhundert im europäischen Luthertum einflussreichen Lehrbuch „Theologia positiva acroamatica“ ein wichtiger Vertreter der lutherischen Orthodoxie. Er verstarb 1664 und wurde am 27. September in Rostock beigesetzt.
König heiratete am 26. Oktober 1652 Magaretha, die Tochter des Superintendenten von Stralsund Balthasar Rhau II. (auch Rau). Aus der zwölfjährigen Ehe gingen die Töchter Catharina König und Margaretha Elisabeth König hervor, die zum Zeitpunkt von Königs Tod noch minderjährig waren.

## Werkauswahl
- Ara Gratitudinis Henr. Hoepfnero consecrata. Leipzig 1642
- Oratio Inauguralis De arcana Dei Voluntate, Actionum humarum disprensatrice. Rostock 1656
- Christlichen Adels Ritterliche Thaten und herrliches Wapen/ Aus der Offenbahrung S. Johannis Cap. 3. v. 10. 11. 12.: Bey Hochadelicher Begräbnüß Der … Margaretha Schackin/ Des … Dethloff von Bühlow/ Der hohen Stiffts-Kirchen bey Ratzeburg/ hochverdienten Dechants/ auff Hundtorff Erbgesessen/ [et]c. gewesenen hertzgeliebten Hauß-Ehre/ In hochansehnlicher Volckreicher Versamblung in erwehnter Dohmkirchen den 25. Novembris, Anno 1658. entworffen/ und jetzo auff begehren zum Druck ausgefertiget. Lübeck: Schmalhertz 1659 (Digitalisat)
- Theologia Positiva Acroamatica. Rostock 1664, Greifswald 1668, Leipzig 1670, 1691, 1719, 1732 (Neuausgabe mit Übersetzung: Tübingen 2006)